# 國際電信聯盟電信標準化部門
国际电信联盟电信标准化部门（法語：-{UIT Recommandations du Secteur de la normalisation des 
télécommunications}-，缩写；英語：，缩写）是国际电信联盟管理下的专门制定远程通信相关国际标准的组织。该机构创建于1993年，前身是国际电报电话咨询委员会（法語：Comité Consultatif International Téléphonique et Télégraphique），总部设在瑞士日内瓦。
由ITU-T指定的国际标准通常被称为“建议书”（Recommendations），ITU-T的各种建议书的分类由一个首字母来代表，称为系列，每个系列的建议书除了分类字母以外还有一个编号，例如“V.90”。

## 歷史
從1960年到1993年改名為ITU-T期間，CCITT的建議書在每4年一次的全會中正式通過，建議書的全集在每次全會後出版，並以每次建議書集的封面顏色來命名。例如1980年全會後的全集叫做“黄皮書”，而1984年的叫做“红皮書”。全集大概每幾百頁分為一册，並可分册購買。這種每4年才通過一次的機制使得CCITT變成一個緩慢而僵硬的組織。
然而，隨著1980年代早期個人計算機產業的快速發展，在客户和服務商之間對通訊技術的要求也急遽增加，使他們急於開發並使用一些新的通訊技術規範，即使這種規範並未被標準化。因此，標準制定機構必須加快標準制定的流程來適應這一需求，否則他們將不得不面對並承認一些事實標準。不幸的是，這時候像ISO和CCITT這樣的機構並不足以應付這樣的改變。
在有些情況下，會制定出一個混合了很多專有技術，但卻毫無希望的大雜燴，這時候没有任何一個赢家，彩色傳真技術就是這樣的例子。另一個現象是公眾傾向於從另外一類能更快對公眾的要求作出反應的標準制定組織來獲取標準，這樣的組織包含非正式的、非政府的組織像網際網路工程任務組，以及一些行業組織像全球資訊網協會。
因此，ITU-T目前以更精簡的流程運營中。從一成员公司最初的標準草案的提案被提出到最終標準（建議書）的批准之間的時間最短可以幾個月的時間（也許更短）。相較於CCITT以前的流程，ITU-T現在標準制定的流程能更快速的回應急速的技術發展。

## 系列和建议书
和IETF和3GPP等不同，ITU-T发布的协议不是开放的，除了草案和研究阶段的文本外，一般不提供免费下载。ITU-T发布的建议书通常有类似X.500的名字，其中X是系列而500是系列号。
重要的ITU-T的系列和建议书有：
- A - ITU-T各部分工作的组织协调
- B - 语法规定：定义，符号，分类
- C - 常规通信统计
- D - 常规关税原则
- E - 总体网络操作，电话服务，服务操作和人的要素
  - E.123国家和国际电话号码规范
  - E.163国际电话服务号码分配计划
  - E.164国际公共远程通信号码分配计划
    - 补充2 - 号码可移动性
- F - 非电话远程通信服务
- G - 传输系统和媒体，数字系统和网络
  - G.651 50/125μm折射率渐变型多模光纤
  - G.652标准单模光纤
  - G.653色散位移单模光纤
  - G.654截止波长位移单模光纤
  - G.655非零色散位移单模光纤
  - G.656宽带光传送的非零色散位移单模光纤
  - G.657弯曲不敏感单模光纤
  - G.711音频压缩（mu-law）
  - G.722音频压缩（宽带）
  - G.722.1音频压缩（宽带，低码率）
  - G.722.2语音压缩AMR-WB（宽带，低码率）
  - G.723.1语音压缩CELP
  - G.726音频压缩ADPCM
  - G.728语音压缩LD-CELP
  - G.729语音压缩ACELP
- H - 视频音频以及多媒体系统复合方法
  - H.223低码率多媒体通信复合协议
  - H.225.0也被称为实时传输协议
  - H.261视频压缩标准，约1991年
  - H.262视频压缩标准（和MPEG-2第二部分内容相同），约1994年
  - H.263视频压缩标准，约1995年
  - H.263v2（也就是H.263+）视频压缩标准，约1998年
  - H.264视频压缩标准（和MPEG-4第十部分内容相同），约2003年
  - H.265視頻壓縮標準，又稱「高效率視訊編碼（HEVC）」，2013年
  - H.323基于包传输的多媒体通信系统
    - 附录D - 基于H.323系统的实时传真
    - 附录G - 文本传输和文本集（Text conversation and Text SET）
    - 附录J - H.323附录F的安全性
    - 附录K - 基于HTTP协议服务的H.323传输控制信道
    - 附录M.1 - H.323中的信令协议隧道（Qsig）
    - 附录M.2 - H.323中的信令协议隧道（Qsig）

  - H.324低码率下的多媒体通信终端
  - H.332基于H.323拓展的宽松双向视频会议
- I - 综合业务数字网
- J - 电视、广播和其他多媒体信号的传输
- K - 抗干扰
- L - 电缆和室外设备的建设、安装和保护
- M - TMN和网络维护：国际传输系统、电话线路、传真和租用线路。
- N - 维护：国际电视和伴音传输回路
- O - 测量仪器规范
- P - 电话传输质量、电话安装、本地介入网络
- Q - 切换和信令
  - Q.931 综合业务数字网信令第三层
- R - 传真传输
- S - 传真服务终端设备
- T - 远程信息处理服务终端
  - T.31和T.32提高了一个传真机和数字终端的接口。
  - T.411—T.424包含开发文档框架（ODA和ODIF），和一个标准化的文档文件格式
- U - 传真交换
- V - 电话网上的数据通信
  - V.1在二元符合和二元状况码的等价关系
  - V.5在0.01%的误码率下600bps、1200bps、2400bps、4800bps和9600bps码率下的同步信令
  - V.10一个1976年达成的协议，用于非平衡电路上的100kbps以下的数据通信
  - V.11一个1976年达成的协议，用于平衡电路上的10Mbps以下的数据通信
  - V.17一个使用网格调制（TCM：Trellis modulation），在12和14.4kbps下使用的传真协议
  - V.21一个在两个模拟拨号调制解调器间进行全双工通信的建议书。通信使用音频频移键控（Audio frequency-shift keying）调制，工作在300波特下，码率为300bps。
  - V.22一个在两个模拟拨号调制解调器间进行全双工通信的建议书。通信使用相移键控（Phase-shift keying）调制，工作在600波特下，码率为300bps或者1200bps。
  - V.22bis一个V.22的拓展。使用了四相调制（Quadrature Amplitude Modulation），工作在600波特下，码率为1200bps或者2400bps。兼容V.22模式。
  - V.23一个在两个模拟拨号调制解调器间进行半双工通信的建议书。通信使用频移键控（Frequency-shift keying）调制，工作在600或者1200波特下，码率分别为600bps或者1200bps。另外有一个可选的75波特的反向信道可以传送75bps的码率。
  - V.24一系列有关在数据终端设备（data terminal equipment）和数据链路终端设备（data circuit terminating equipment）之间进行交换的定义。最早于1964年达成协议，等价于EIA RS232的一个子集。
  - V.25一个1968年达成的协议，定义了在电话线路上自动呼叫和/或应答的设备的标准，使用了V.24中定义的交换电路，尤其是并行自动呼叫。它还定义了用于消除网络回声的消除器和抑制器。
  - V.25bis一个V.25的拓展，使用了V.24种定义的串行交换电路来进行数据传输。并为匿名访问定义了命令格式，同步字和面向位的操作。
  - V.26一个1968年达成的协议，是在两个模拟固定线路拨号调制解调器间进行全双工通信的建议书。通信使用相移键控（Phase-shift keying）调制，工作在1200波特下，码率为2400bps。另外有一个可选的75波特的反向信道可以双向传送75bps的码率。
  - V.26bis一个1972年达成协议的V.26的拓展，工作在拨号调制解调器的半双工模式下，加入了一个码率为1200bps的返回信道，同样工作在1200波特下。
  - V.26ter一个1984年达成协议的V.26的拓展，工作在固定线路拨号调制解调器的全双工模式下，使用同步或者非同步方式建立一个码率为1200bps的返回信道，同样工作在1200波特下，利用回声消除来分隔信道。
  - V.27一个1972年达成的协议，是在两个模拟固定线路拨号调制解调器间进行全双工或者半双工通信的建议书。通信使用相移键控（Phase-shift keying）调制，工作在1600波特下，同步传输码率为4800bps。另外有一个可选的75波特的反向信道可以传送75bps的码率。
  - V.27bis一个1976年达成协议的V.27的拓展，增加了一个和V.26兼容的工作1200波特下，码率为2400bps的返回信道。一个自适应的均衡器被用来处理低级线。
  - V.27ter一个使用在拨号线路上的V.27bis的拓展。
  - V.28一个1972年达成的协议，用于非平衡电子电路上的数据通讯。如果和V.24以及按照ISO 2110排列的25脚的连接器一起使用，就和EIA的RS 232兼容。
  - V.29一个1976年达成的协议，是在两个模拟固定线路拨号调制解调器间进行全双工通信的建议书。通信使用积分幅度调制（Quadrature amplitude modulation），工作在2400波特下，同步传输码率为9600bps。使用2400波特下的简化调制（reduced modulations）传送反向7200bps或者4800bps的数据。一种可选的多路技术可以将7200bps、4800bps和2400bps的子信道集合为9600bps，使用正向信道传输。该标准的一个变型被用在传真传输中。
  - V.32一个1984年达成的协议，是在多个模拟固定线路/拨号调制解调器间进行全双工通信的建议书。通信使用积分幅度调制（Quadrature amplitude modulation），工作在2400波特下，同步传输码率为9600/4800/2400bps。
  - V.32bis一个V.32的拓展。用于工作在通用电话交换网或者点对点双绞线电路的全双工调制解调器间通信，速率可达14400bps，返回信道12kbps。该标准被制造商进一步优化，达到了19.2kbps的速率，即一直没有正式文本化的V.32ter标准。